# Ceratosolen arabicus
A Ceratosolen arabicus é uma pequena espécie de vespa que possui hábitos noturnos.